# Luis de Aliaga
Luis de Aliaga Martínez, también citado como Fray Luis de Aliaga o Padre Aliaga, (Mosqueruela, 1560-Zaragoza, 1626) fue un religioso dominico español, que llegó a confesor real e Inquisidor general (1619-1621). 

## Biografía
Era hijo de un hidalgo que, a pesar de su condición, tenía un comercio de paños. Tras quedar huérfano, entró en el convento de Santo Domingo de Zaragoza, protegido por el prior Jerónimo Xavierre (1582). Llegó a enseñar teología en la Universidad de Zaragoza, pero renunció a su puesto para ocupar el cargo de prior del nuevo convento dominico que se abrió en la ciudad con el nombre de Convento de San Ildefonso (1605).
En 1606 se trasladó a Madrid como asistente del Padre Xavierre, y fue nombrado confesor del Duque de Lerma, valido del rey Felipe III (6 de diciembre de 1608). Al poco tiempo, Lerma consiguió que fuera nombrado confesor real, cargo que hasta entonces venía siendo cubierto por los franciscanos (el último, Diego de Mardones, fue nombrado obispo de Córdoba y alejado de la Corte), en lo que se interpreta como un movimiento para aumentar su propio control sobre la figura del rey, dado que Aliaga no era ni un teólogo reputado ni un miembro prominente del clero.
Desde su puesto de confesor, los consejos de Aliaga contribuyeron en gran medida a la decisión de expulsar de España a los moriscos (1609). El rey le ofreció el arzobispado de Toledo, pero se negó, aceptando no obstante ser nombrado archimandrita de Sicilia y consejero de Estado.
A pesar de su inicial cercanía a Lerma, figuró entre los responsables de su caída (1618), tras la que el nuevo valido, el duque de Uceda, consiguió que le nombraran, en 1619, Inquisidor General.
Al subir al trono Felipe IV (1621) se vio forzado a abandonar la Corte y su cargo de Inquisidor General, siendo desterrado al monasterio de Santo Domingo de Huete y posteriormente a Aragón, donde murió, en 1626.
Sus enemigos políticos le describían como avaro, glotón, lujurioso, grosero con los poderosos y despiadado con los pobres, aficionado a las corridas de toros y a la astrología, y políticamente partidario del particularismo aragonés (Memorial que contra Fray Luis de Aliaga y sus mañas se dio a Felipe III).
Era muy activo redactando todo tipo de escritos de tipo burocrático y cartas. Entre sus obras se encuentran Varios Opúsculos sobre asuntos graves de la Monarquía española y de su General Inquisición, Pareceres sobre la causa que se hizo al P. Mariana y Representación sobre los excesos de Felipe III.
| Predecesor: Bernardo Sandoval y Rojas | Inquisidor General de España 1619-1621 | Sucesor: Andrés Pacheco |